# Piotr Anjou
Piotr Fiodorowicz Anjou (Anżu) (ros. Пётр Фёдорович Анжу; ur. 4 lutego?/15 lutego 1797 w Wysznim Wołoczoku, zm. 30 września?/12 października 1869 w Petersburgu) – rosyjski admirał.

## Życiorys
Jego dziadek był imigrantem z Francji, osiadł w Moskwie w drugiej połowie XVIII wieku, uciekając przed prześladowaniami hugenotów. Ojciec Piotra, medyk, przyjął obywatelstwo rosyjskie.
Piotr Anjou przygotowywał się do studiów medycznych na pensji prowadzonej przez D.A. Sorokina, wykładowcę matematyki w Morskim Korpusie Kadetów w Petersburgu. Sorokin, widząc chęci Piotra do służby na morzu, namówił jego ojca do wysłania syna do Morskiego Korpusu Kadetów.
Po ukończeniu Korpusu Kadetów Piotr Anjou służył na okrętach do roku 1820, kiedy to, po awansie na lejtnanta, wszedł w skład ekspedycji dowodzonej przez Ferdinanda von Wrangla, mającej na celu zbadanie i sporządzenie map części północnego wybrzeża Syberii i pobliskich wysp. Anjou dowodził jedną z dwóch grup wyprawy, lecz ze względu na trudności komunikacyjne praktycznie niezależnie od Wrangla. Grupa ta, używając łodzi, psich zaprzęgów i reniferów, zbadała Wyspy Nowosyberyjskie: Wyspy Lachowskie, Kotielnyj, Nową Syberię i wybrzeże od rzeki Oleniok do Indygirki. Poszukiwano także Ziemi Sannikowa – lądu na północ od Wysp Nowosyberyjskich, który miała dostrzec jedna z poprzednich ekspedycji w tych rejonach.
W nagrodę za prace w tej ekspedycji Anjou otrzymał nagrodę pieniężną, awans, Order Świętego Włodzimierza 4 klasy, a czas spędzony na ekspedycji zaliczono mu podwójnie do stażu potrzebnego do otrzymania Orderu Świętego Jerzego.
W latach 1825–1826 brał udział w ekspedycji (dowodzonej przez Fiodora Berga) badającej północno-wschodnie brzegi Morza Kaspijskiego i zachodnie brzegi Morza Aralskiego.
W 1827 był dowódcą artylerii na okręcie liniowym „Gangut”. Brał udział w bitwie pod Navarino. W czasie bitwy został ranny w głowę, lecz dalej pełnił swoje obowiązki. Za postawę w czasie walki został nagrodzony Orderem Świętego Jerzego 4 klasy i greckim Orderem Zbawiciela oraz nagrodą pieniężną.
W późniejszych latach dowodził okrętami na Bałtyku, do roku 1844, kiedy to awansowano go na kontradmirała i został kapitanem portu w Kronsztadzie. Z pracy na morzu przeszedł do administracji. Pracował w komitetach i komisjach związanych z Ministerstwem ds. Morskich oraz Ministerstwem Skarbu. W 1854 został wiceadmirałem, a w 1866 – admirałem. Zmarł w 1869 i pochowany został na cmentarzu luterańskim w Petersburgu.
Imię Anjou noszą wyspy będące centralną i zarazem największą grupą wysp archipelagu Wysp Nowosyberyjskich.